# 3. april
3. april je 93. dan leta (94. v prestopnih letih) v gregorijanskem koledarju. Ostaja še 272 dni.

## Dogodki
- 1559 – Francija in Španija podpišeta mir v Cateau-Cambrésisu
- 1860 – med Sacramentom in Saint Josephom uvedena poštna povezava Pony Express
- 1882 – Robert Ford ustreli Jesseja Woodson Jamesa
- 1922 – Stalin postane generalni sekretar KP Sovjetske zveze
- 1930 – Hajle Selasije I. postane etiopski cesar
- 1939 – Hitler ukaže vojski pripraviti Fall Weiß
- 1941 – britanska vojska zapusti Bengazi
- 1942 – Izvršni odbor OF izda odlok o razlastitvi tujih veleposestnikov
- 1945:
  - Rdeča armada osvobodi Mursko Soboto
  - v Košicah je sestavljena prosovjetska češkoslovaška vlada
- 1965 – ameriški bombniki prvič bombardirajo Severni Vietnam
- 1973 – opravljen je prvi javni telefonski klic z mobilnim telefonom

## Rojstva
- 1016 – cesar Xingzong, dinastija Liao († 1055)
- 1461 – Ana Francoska, francoska regentka († 1522)
- 1593 – George Herbert, valižanski pesnik († 1633)
- 1693 – George Edwards, angleški ornitolog († 1773)
- 1778 – Pierre-Fidèle Bretonneau, francoski epidemiolog († 1862)
- 1783 – Washington Irving, ameriški pisatelj († 1859)
- 1834 – Košaku Macukata Masajoši, japonski državnik († 1924)
- 1841 – Hermann Carl Vogel, nemški astronom († 1907)
- 1863 – Henri van de Velde, belgijski slikar, arhitekt († 1957)
- 1880 – Otto Weininger, avstrijski filozof († 1903)
- 1883 – Kita Iki, japonski filozof in ultranacionalist († 1937)
- 1900 –

- Anica Černej, slovenska pesnica († 1944)
- Franz Carl Weiskopf, češki pisatelj († 1955)

- 1907 – Isaac Deutscher, britanski zgodovinar marksizma († 1967)
- 1924 – Marlon Brando, ameriški filmski igralec († 2004)
- 1926 – Virgil Ivan »Gus« Grissom, ameriški astronavt († 1967)
- 1930 – Helmut Kohl, nemški politik, državnik in kancler († 2017)
- 1934 – Jane Goodall, britanska etologinja, primatologinja, antropologinja
- 1948 – Jaap de Hoop Scheffer, nizozemski politik
- 1959 – Tadej Slabe, slovenski geograf, speleolog in športni plezalec
- 1975 – Ivo Jan, slovenski hokejist
- 1991 – Markus Eisenbichler, nemški smučarski skakalec

## Smrti
- 1151 – Arnold I. Kölnski, nadškof Kölna (* 1100)
- 1167 – Roman I., škof škofije Krka (* 1100)
- 1171 – Philippe de Milly, veliki mojster vitezov templarjev (* 1120)
- 1173 – Boleslav IV. Kodrasti, poljski nadvojvoda (* 1120)
- 1253 – Rihard iz Chichesterja, škof Chichesterja, svetnik (* 1197)
- 1287 – papež Honorij IV. (* 1210)
- 1348 – Adolf IX., nemški plemič, grof Berga
- 1350 – Odo IV., vojvoda Burgundije, grof Artoisa, grof Burgundije (* 1295)
- 1407 – Ulman Stromer, nemški (nürnberški) veletrgovec, papirničar (* 1329)
- 1596 – Kodža Sinan Paša, veliki vezir Osmanskega cesarstva, (* okoli 1506)
- 1682 – Bartolomé Esteban Murillo, španski slikar (* 1618)
- 1695 – Melchior d'Hondecoeter, nizozemski slikar (* 1636)
- 1854 – John Wilson, škotski pisatelj (* 1785)
- 1862 – James Clark Ross, angleški mornariški oficir, raziskovalec (* 1800)
- 1868 – Franz Adolf Berwald, švedski skladatelj (* 1796)
- 1882 – Jesse James, ameriški izobčenec (* 1847)
- 1897 – Johannes Brahms, nemški skladatelj (* 1833)
- 1910 – Richard Abegg, nemški fizikalni kemik (* 1869)
- 1943 – Leslie Howard Steiner, britanski filmski igralec madžarskega rodu (* 1893)
- 1974 – Marston Bates, ameriški zoolog (* 1906)
- 1980 – sir Edward Crisp Bullard, angleški geofizik (* 1907)
- 1991 – Henry Graham Greene, angleški pisatelj (* 1904)
- 1998 – Mary Lucy Cartwright, angleška matematičarka (* 1900)